# Alan Pérez
Alan Pérez (Lomas de Zamora, 20 de abril de 1991) é um futebolista argentino que joga como zagueiro no Boca Juniors.

## Carreira
Formado nas divisões de base do Boca Juniors, foi promovido ao elenco profissional em 2010, usando a camisa de número 37. Em 2010, Alan Pérez alternava em treinamentos com o elenco profissional e jogos pela base, e fez parte do elenco Sub-19 que viajou para Bellinzona na Suíça para disputar a edição 71 º do prestigiado Torneio de Bellinzona. Ainda em 2011, fez parte do elenco que viajou para o Brasil e participou do amistoso do Boca Juniors contra o ABC de Natal.

## Estatísticas
Até 17 de abril de 2012.

### Clubes
| Clube             | Temporada         | Campeonato nacional | Campeonato nacional | Copa nacional[a] | Copa nacional[a] | Competições continentais[b] | Competições continentais[b] | Outros torneios[c] | Outros torneios[c] | Total | Total |
| Clube             | Temporada         | Jogos               | Gols                | Jogos            | Gols             | Jogos                       | Gols                        | Jogos              | Gols               | Jogos | Gols  |
| ----------------- | ----------------- | ------------------- | ------------------- | ---------------- | ---------------- | --------------------------- | --------------------------- | ------------------ | ------------------ | ----- | ----- |
| Boca Juniors      | 2009-10           | 0                   | 0                   | 0                | 0                | 0                           | 0                           | 0                  | 0                  | 0     | 0     |
| Boca Juniors      | 2010-11           | 0                   | 0                   | 0                | 0                | 0                           | 0                           | 0                  | 0                  | 0     | 0     |
| Boca Juniors      | 2011-12           | 0                   | 0                   | 0                | 0                | 0                           | 0                           | 0                  | 0                  | 0     | 0     |
| Boca Juniors      | Total             | 0                   | 0                   | 0                | 0                | 0                           | 0                           | 0                  | 0                  | 0     | 0     |
| Total na carreira | Total na carreira | 0                   | 0                   | 0                | 0                | 0                           | 0                           | 0                  | 0                  | 0     | 0     |

- a. ^ Jogos da Copa Argentina
- b. ^ Jogos da Copa Libertadores
- c. ^ Jogos do Jogo amistoso